# Grandjeania bicaudata
Grandjeania bicaudata är en kvalsterart som först beskrevs av Balogh 1961.  Grandjeania bicaudata ingår i släktet Grandjeania och familjen Oribatulidae. Inga underarter finns listade i Catalogue of Life.